# Артур Герлах
Артур Герлах (нім. Arthur Gerlach; 1890 — 1968) — німецький офіцер, дипломований інженер, контрадмірал-інженер крігсмаріне.

## Нагороди
- Залізний хрест
  - 2-го класу (28 лютого 1916)
  - 1-го класу (12 лютого 1920)
- Нагрудний знак підводника (1918) (5 січня 1920)
- Медаль «За вислугу років» (Пруссія) 2-го класу (12 років; 13 жовтня 1921)
- Фландрійський хрест
- Почесний хрест ветерана війни з мечами (24 грудня 1934)
- Медаль «За вислугу років у Вермахті» 4-го, 3-го, 2-го і 1-го класу (25 років; 2 жовтня 1936) — отримав 4 нагороди одночасно.
- Морський нагрудний знак «За поранення» в чорному (18 серпня 1937)
- Хрест Воєнних заслуг 2-го і 1-го класу з мечами